# 페르디 카디올루
페르디 에레나이 카디올루 (Ferdi Erenay Kadıoğlu, 1999년 10월 7일 ~ )는 네덜란드계 튀르키예의 축구 선수이며, 현재 브라이턴 & 호브 앨비언에서 라이트백 또는 미드필더로 뛰고 있다.